# Chippinghurst
Chippinghurst var en civil parish från 1866 till 1932 då den blev en del av Denton, i grevskapet Oxfordshire, i England. Civil parish var belägen 10 km från Oxford och hade 33 invånare år 1931. Byn nämndes i Domedagsboken (Domesday Book) år 1086, och kallades då Cibbaherste.